# Понтификат
Понтифика́т (лат. Pontificatus) — период правления папы римского. Название «понтификат» происходит от одного из титулов папы римского — великий понтифик (лат. Pontifex Maximus). Титул «верховного понтифика вселенской церкви» используется римскими папами начиная с V века. Началом понтификата считается день избрания нового папы на престол, концом — день его смерти или отречения. 
Самыми продолжительными были понтификаты Пия IX (31 год), Иоанна Павла II (26 лет), Льва XIII (25 лет) и Пия VI (24 года).
Период после окончания одного понтификата и до начала другого называется вакансией Святого Престола (Sede Vacante).

## Список понтификатов
- Список римских пап и антипап